# Cmentarz ewangelicko-augsburski w Uniejowie
Cmentarz ewangelicko-augsburski w Uniejowie – cmentarz ewangelicko-augsburski położony w Uniejowie w województwie łódzkim, w powiecie poddębickim. Znajduje się w północnej części miasta (około dwa kilometry od centrum), w lesie, około sto metrów na wschód od ulicy Dąbskiej (drogi wojewódzkiej nr 473), przy drodze do wsi Czekaj.

## Historia
Nekropolię o powierzchni 0,39 hektara założono na początku lat 70. XIX wieku dla parafii ewangelicko-augsburskiej w Dąbiu, która powstała w 1806 i obejmowała swoim zasięgiem m.in. Uniejów (obecnie parafia znajduje się w Poddębicach). Na cmentarzu chowano ewangelików z terenu miasta.

## Stan zachowania
W obrębie nekropolii zachowały się nieliczne, częściowo porozbijane nagrobki. Dewastacji dokonano po II wojnie światowej, zapewne w reakcji na to, że cmentarz był miejscem pochówków Niemców osiedlanych w gminie Uniejów w ramach wypędzania ludności polskiej. Zachował się m.in. duży drewniany krzyż, jeden nagrobek z lastriko oraz kilka mogił ziemnych. Przed wejściem ustawiono tablicę z informacją w językach: polskim, angielskim i niemieckim. Przy ul. Dąbskiej stoi drogowskaz ułatwiający odnalezienie cmentarza z drogi wojewódzkiej.